# أومي للفنون
أومي للفنون المعروفة سابقًا باسم مركز أومي الدولي للفنون، هي منظمة فنية دولية غير ربحية تقع في مقاطعة كولومبيا بمدينة غنت، نيويورك. توفر المنظمة إقامات فنية للكتاب والفنانين والمهندسين المعماريين والموسيقيين والراقصين ومصممي الرقصات.
يُعد منزل ليديج بمثابة مقر أومي للفنون ومكان الاجتماع المركزي.

## تاريخ
تأسس مركز أومي الدولي للفنون عام ١٩٩٢ على يد فرانسيس جيه. جرينبرجر، وهو مطور عقارات ووكيل أدبي من نيويورك، ويشغل منصب رئيس مجلس إدارة شركة آرت أومي، المؤسسة الأم لمركز الإقامة الفنية؛  ساندي سلون، فنانة؛ والفنان جون كروس، فنان؛ وآخرين. وقد اشتق اسم المنظمة من اسم قرية أومي الصغيرة في وادي نهر هدسون، على بُعد ساعتين ونصف من مدينة نيويورك.

## مقدمات
يقع مركز آرت أومي في مقاطعة كولومبيا بمدينة غنت، نيويورك. ويضم حديقة النحت والعمارة  (المعروفة سابقًا باسم حديقة فيلدز للنحت)، وهي مفتوحة للجمهور على مدار العام، وتضم أكثر من 70 معرضًا دائمًا ومؤقتًا. وتشغل الحديقة مساحة تقارب 120 فدانًا من حرم آرت أومي. 
يتألف المجمع الرئيسي من ثلاثة مبانٍ منفصلة تضم 18 غرفة ضيوف، وثلاث قاعات مؤتمرات، ومكتبة، ومساحات مشتركة. منزل ليديج (الذي سُمي تيمنًا بالناشر الألماني الراحل إتش إم ليديج-روولت)، وهو منزل ريفي مُجدد يعود تاريخه إلى عام 1830، يُعدّ منزل آرت أومي ومكانًا مركزيًا للاجتماعات. تتكون مساحة العمل الرئيسية من حظيرة مُجددة من طابقين وعدة حظائر فرعية. افتُتح مركز ومعرض تشارلز ب. بيننسون للزوار عام 2008.

## المعارض
يحتوي معرض آرت أومي على ثلاثة أنواع من المعارض: الهندسة المعمارية والفن والنحت.
تشمل المشاريع الفنية في آرت أومي أعمالًا لفنانين ناشئين ومعاصرين ومنتصفي المسيرة المهنية. ومن بين الفنانين الذين ساهموا في المشروع: نايلز هاريس، وديون "تايجاباو" ماكنزي، وبورتيا مونسون، وجيفري جيبسون، وديفيد شريجلي، وتشابالالا سيلف، وكاثرين بيرنهاردت، وتيم يود، وإليزابيث موراي، وستانلي ويتني.
أعمال النحت المميزة من قبل بيبا جارنر، ورايلي هوكر، وأليسيا كوادي، وأولاف بروينينج، وتشيمي روزادو سيجو، ودان كولين، وبرايان تول، وأتيليه فان ليشاوت، وأرلين شيشيت، وتوني تاسيت، وناري وارد.

## الإقامات والبرامج التعليمية والأنشطة الأخرى
يقدم أومي للفنون خمسة برامج إقامة: أومي للفنون: الهندسة المعمارية؛ أومي للفنون: الفنانون؛ أومي للفنون: الرقص؛ أومي للفنون: الموسيقى؛ وأومي للفنون: الكتاب. 
يدعو "آرت أومي" أصحاب المعارض والنقاد والوكلاء والناشرين وأمناء المتاحف وجامعي التحف الفنية لإلقاء محاضرات وتقديم عروض تقديمية. كما تُفيد زياراتهم المقيمين من خلال منحهم فرصةً للاطلاع على المشهد الثقافي في نيويورك والوصول إليه. ويُقيم "أومي" بانتظام معارض وقراءات وحفلات موسيقية وعروض رقص تُدعى إليها الجمهور.
ضمن برنامج إقامة الفنانين التابع لمؤسسة آرت أومي، تُمنح إقامة سنوية للنقاد/أمناء المتاحف. ومن بين الفنانين المقيمين السابقين: مونيكا فابيجانسكا، وجوناتان حبيب إنغكفيست، وجيسيكا لين، وأوغوشوكو-سموث سي. نزيوي، ومارثا شويندينر، وعمر لوبيز شحود.
تقدم هذه المنظمة غير الربحية أيضًا عددًا من البرامج التعليمية، منها مخيم فني شتوي، ومخيم فني ربيعي، وورش عمل للأطفال يوم السبت، ومخيم أومي، وحديقة الفنون، وغيرها. 
تتوفر مرافق أومي للإيجار للرحلات المؤسسية من ديسمبر إلى مارس، عندما لا تكون برامج الإقامة في الدورة تعمل.

## التمويل
تجمع منظمة آرت أومي التبرعات بشكل رئيسي من المؤسسات الخيرية والشركات والمتبرعين الأفراد. وحدثها الرئيسي لجمع التبرعات هو حفل خيري يُقام في مدينة نيويورك كل ربيع.

## قراءة إضافية
- Lombardi، D. Dominick (15 أغسطس 2004). "ART REVIEW; In Geometric Forms, Bending Nature at Will". The New York Times. مؤرشف من الأصل في 2025-04-30.
- Wark, McKenzie (October 25, 2023). "Daytripping: Out of the bubble". DOCUMENT.
- Bajwa, Nameera (February 06, 2024). "Techno as Diaspora: Dion “TYGAPAW” McKenzie’s 3WI" Office.

## روابط خارجية
- الموقع الرسمي